# Robert Muldoon
Pour les articles homonymes, voir Muldoon.
Robert David Muldoon, dit Rob Muldoon (né le 25 septembre 1921 à Auckland et décédé le 5 août 1992 dans cette même ville) est un homme d'État néo-zélandais, membre du Parti national de Nouvelle-Zélande. Il est notamment Premier ministre de Nouvelle-Zélande du 12 décembre 1975 au 26 juillet 1984.

## Carrière politique
Entré au Parlement de Nouvelle-Zélande en 1961, il y reste 31 ans, jusqu'en 1991. Il occupe plusieurs postes de ministre avant d'être à la tête du gouvernement néo-zélandais.
Sa politique étrangère est notamment marquée par l'anticommunisme. Robert Muldoon condamne le communisme comme une « philosophie collectiviste étrangère ». À la fin des années 1960, il critique publiquement les responsables religieux qui avaient dénoncé l'apartheid en Afrique du Sud, estimant qu'ils faisaient ainsi le jeu de l'Union soviétique et des communistes. Il met également en cause le mouvement syndical, selon lui sous influence communiste, et accuse le Parti communiste d'être à l'origine de grèves et d'organiser des manifestations contre la présence de la marine américaine et les relations de la Nouvelle-Zélande avec l'Afrique du Sud.
Il s’aligne en 1979 sur la décision du président américain Jimmy Carter de boycotter les Jeux olympiques d'été de 1980 en signe de protestation contre l'intervention soviétique en Afghanistan. L'ambassadeur soviétique est même expulsé en 1980. Il soutient en 1982 le Royaume-Uni contre l'Argentine lors de la guerre des Malouines. Des navires de guerre néo-zélandais viennent prendre la place de navires britanniques dans l'Océan indien afin de permettre à ces derniers de participer à la guerre. 
Il s'oppose en 1985 au projet de loi présenté par des députés travaillistes visant à décriminaliser l'homosexualité. Il critique les réformes économiques néolibérales adoptées dans les années 1980 et 1990 tant par le Parti travailliste que par le Parti national.